# Polvo carnavalero
Polvo carnavalero —en inglés: A Carnival Affair— es una telenovela colombiana producida por Caracol Televisión basada en la película del mismo nombre realizada por Dago García.  
Esta protagonizada por Johanna Cure y Rafael Zea, con las participaciones antagónicas de Isabela Córdoba y Pedro Palacio; junto a un extenso reparto coral conformado por Beto Villa, Víctor Hugo Morant, Jennifer Steffens, Patricia Tamayo y las actuaciones especiales de Luly Bossa, Kristina Lilley, Valentina Lizcano, Walter Luengas, Gerardo Calero y Eileen Roca. La telenovela fue grabada en Barranquilla y Bogotá.

## Historia
Narra la historia de Alejandro, un hombre de la capital que siente un gran rechazo por la gente de la costa y sus costumbres. Él quedará sorprendido cuando su madre le confiese que él es producto de una noche de pasión en el Carnaval de Barranquilla, y que su padre es un costeño.
Alejandro, ahora hijo de un padre desconocido, emprenderá un viaje para encontrar a su verdadero padre en Barranquilla y se convertirá en todo aquello que siempre odió. Alejandro encontrará un nuevo amor en la hermosa Elizabeth, una costeña. Alejandro deberá redescubrirse y seguir a su corazón para encontrar el amor verdadero entre dos mujeres totalmente opuestas.

## Elenco
Estos personajes son:
- Rafael Zea - Alejandro "Alejo" Mallarino Otero
- Johanna Cure - Elizabeth "Eli" Abuabara de Mallarino
- Isabela Córdoba - Laura Santamaría
- Beto Villa - Ramón de Jesús "Moncho" Abuabara
- Pedro Palacio - Bonifacio "Bony" del Cristo Martínez Botero
- Patricia Tamayo - Beatriz "Betty" Otero
- Stefany Escobar - Beatriz Otero (joven)
- Sergio Borrero - El Coste
- Néstor Alfonso Rojas - Teófilo "Teo" Martínez "Pelucavieja"
- Jaime Enrique Serrano - Teófilo "Teo" Martínez "Pelucavieja" (joven)
- Víctor Hugo Morant - Julio Santamaría (dueño de la clínica Santamaría)
- Jennifer Steffens - Patricia "Paty" Pumarejo
- Emilia Ceballos - Lorna Martínez Botero
- Keri Búnkeres - Linda Palma
- Luly Bossa - Lola "Loly" María Botero Pumarejo
- Rodrigo Castro - Gustavo Adolfo Gómez Mejía (Psicólogo)
- Martha Osorio - Bárbara Grimaldi Gómez
- Emerson Rodríguez Gómez - Dr. Fernando Bocanegra (Médico)
- José Rojas - Médico
- Alexandra Serrano - Emiliana
- Hugo Luis Urruchurto - Paragüita
- Francisco Rueda - Francisco "Pacho"
- Santiago Bejarano - Abogado de Teófilo
- Felipe Galofre - Ricardo Forero (empleado tímido de María José) #1
- Tuto Patiño - Ricardo Forero (empleado tímido de María José) #2
- Eileen Roca - Dra. Sol Prieto Paolo (Psicóloga)
- Claudia Martínez - Amiga de Elizabeth de la universidad
- Natalia Salazar - Margarita (Secretaria)
- María Claudia Torres - Simona Matamoros
- Julieth Arrieta - Cliente de Alejo
- Marco Gómez - Felipe Godinez
- Bernardo García - Santiago Goyoneche
- Manuela Valdés Ruiz[3] - Margarita Rueda "Marguie"
- Christophe de Geest - Mike
- Fernando Bocanegra - Martín
- Yipsy González - Maestra de baile de Julio
- Laura Lara - Carmenza (Secretaria)
- Kristina Lilley - Ester "Estersita"
- Margarita Amado - Pepa
- Andrés Mejía - "Ingeniero De Sistemas"
- Juan Carlos Solarte - Sargento Trespalacios
- Valentina Lizcano - Deyanira / Renata Concepción Roncancio De los Arrayanes (Secretaria)
- Marcelo Castro - Toño (Compañero de Alejandro del Retiro espiritual)
- Antonio Di Conza - Usmail
- Ricardo Vesga - Maestro Camilo
- Félix Mercado - Socio de Bonny y alumno de teatro de Goyoneche
- Walter Luengas - Virgilio (Ex-marido de Renata)
- Jennifer Ochoa[4] - Mónica (secretaria del hospital San Nicolás)
- Patricia Castaño - (Madre de Margarita)
- Gerardo Calero - Aristóteles Nepomuceno Urrutia
- Frank Solano - Domingo (presentador de programa «Todos con la arenosa»)
- Astrid Junguito - Concha "Conchita" (Hermana de Aristóteles)
- Álvaro García - Residente del edificio La Abadía de los Santos
- Luis Miguel Hurtado - Abogado Roncancio
- Arnold Cantillo - Guillermo "Guillo"
- Freddy Ordóñez - Socio de María José
- Juan Pablo Acosta
- Christian Gómez - Sacerdote

## Premios y nominaciones

### Premios Tvynovelas
| Año  | Categoría                              | Nominado                       | Resultado |
| ---- | -------------------------------------- | ------------------------------ | --------- |
| 2017 | Mejor telenovela                       | Mejor telenovela               | Nominada  |
| 2017 | Mejor actriz protagónica de telenovela | Johanna Cure                   | Nominada  |
| 2017 | Mejor actor protagónico de telenovela  | Rafael Zea                     | Nominado  |
| 2017 | Mejor actriz antagónica de telenovela  | Isabella Córdova               | Nominada  |
| 2017 | Mejor actor antagónico de telenovela   | Pedro Palacio                  | Nominado  |
| 2017 | Mejor actriz de reparto de telenovela  | Patricia Tamayo                | Nominada  |
| 2017 | Mejor actor de reparto de telenovela   | Beto Villa                     | Nominado  |
| 2017 | Mejor tema musical                     | Polvo Carnavalero - Beto Villa | Nominado  |

### Otros premios
- ACA 15 Minutos Personaje que se roba el show: Rafael Zea